# Steinbrücke 4, 5 (Quedlinburg)

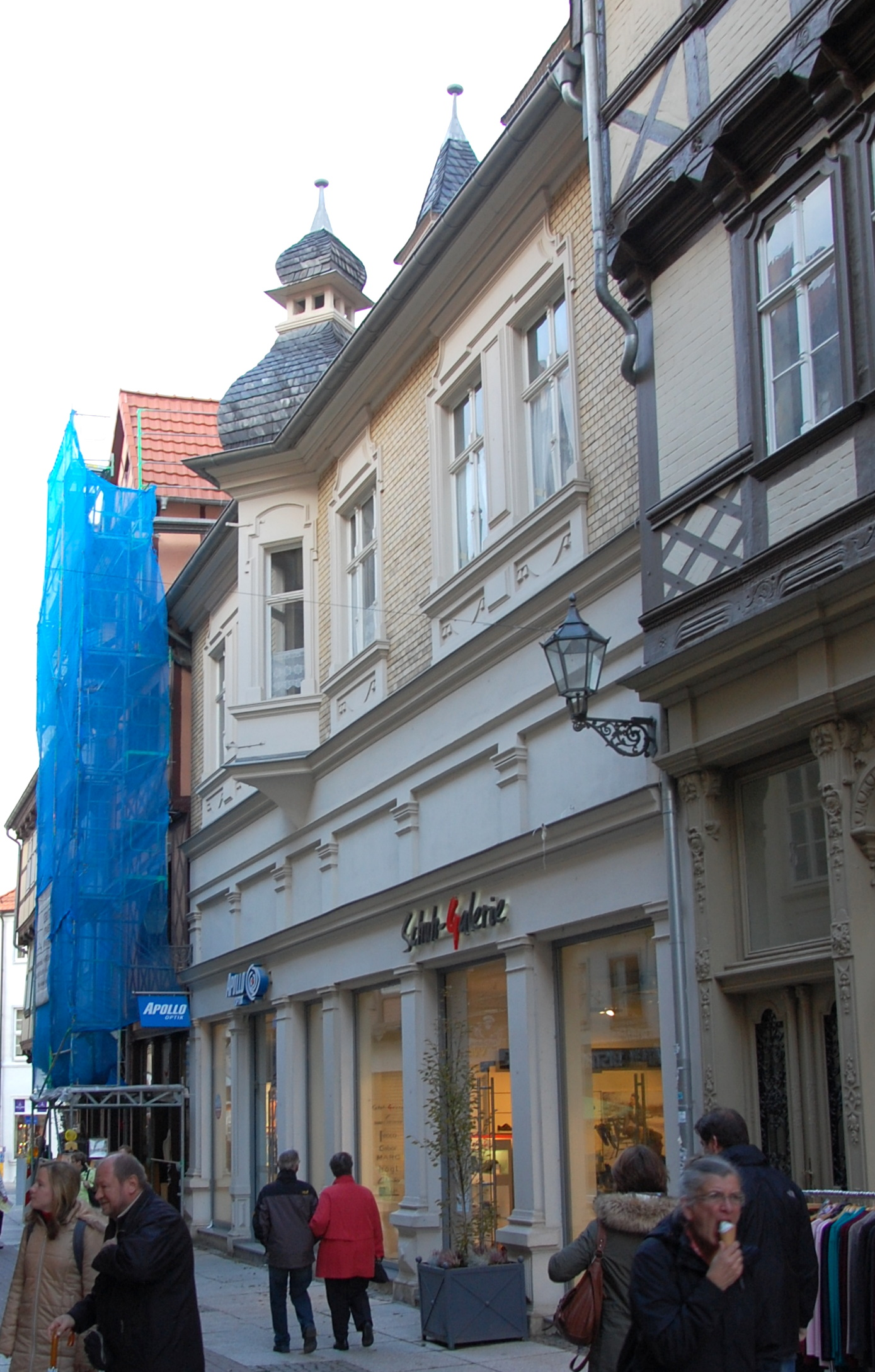
Haus Steinbrücke 4, 5

Das Haus Steinbrücke 4, 5 ist ein denkmalgeschütztes Gebäude in der Stadt Quedlinburg in Sachsen-Anhalt.

## Lage
Es befindet sich südlich des Quedlinburger Marktplatzes in der historischen Quedlinburger Altstadt. Im Quedlinburger Denkmalverzeichnis ist es als Wohn- und Geschäftshaus eingetragen. Nördlich grenzt das gleichfalls denkmalgeschützte Fachwerkhaus Steinbrücke 3, südlich das Fachwerkgebäude Steinbrücke 6 an.

## Architektur und Geschichte
Das zweigeschossige in massiver Bauweise errichtete Gebäude entstand 1897 im Stil der Neorenaissance. Bemerkenswert ist ein im Obergeschoss befindlicher Erker, auf dem sich ein kleines Türmchen befindet.